# Грос, Ана
Ана Грос (словен. Ana Gros; род. 21 января 1991, Любляна) — словенская гандболистка, играет на позиции полусредней, игрок национальной сборной Словении.

## Карьера
Первой профессиональной командой для Анны Грос стал клуб «Олимпия» из Любляны, с которой она принимала участие в Кубке Вызова ЕГФ в сезоне 2008/09 годов. В следующем сезоне сменила клуб и играла за лучший словенский клуб «Крим», с которым выиграла чемпионат и Кубок Словении.
В 2010 году Грос присоединилась к венгерскому клубу «Дьёр», с которым выиграла чемпионат и Кубок Венгрии в 2011 и 2012 годах. Она также играла в финале Лиги чемпионов ЕГФ, где «Дьёр» уступил клубу «Будучност» из Македонии по сумме двух матчей, лишь по разнице забитых мячей в гостях.
В 2012 году подписала контракт с клубом немецкой бундеслиги «Турингер». В немецком клубе она отпраздновала победу в чемпионате и Кубке Германии в 2013 году.
В январе 2014 года Грос перешёл в команду первого дивизиона Франции «Мец». В составе Меца выиграла чемпионат Франции в 2014, 2016, 2017 и 2018 годах. С сезона 2018/19 выступает в другом французском клубе «Брест-Бретань».
Ана Грос по состоянию на январь 2021 года провела за сборную Словении 116 международных матчей, в которых забила 560 мячей. 14 ноября 2022 года стала лучшим бомбардиром в истории сборной Словении — на её счету 690 мячей.

## Достижения
«Брест-Бретань»
- Чемпион Франции 2021
- Кубок Франции 2021

«Мец»
- Чемпион Франции 2014, 2016, 2017, 2018
- Кубок Франции 2015, 2017
- ЛФХ Кубок лиги 2014

«Тюрингер»
- Чемпион Германии 2013
- Кубок Германии 2013

«Дьёр»
- Чемпион Венгрии 2011, 2012
- Кубок Венгрии 2011, 2012

«Крим»
- Чемпион Словении 2010, 2022
- Кубок Словении 2010, 2022

ЦСКА
- Чемпион России 2021